# Javier Methol
Javier Alfredo Methol Abal (Montevideo, 11 de diciembre de 1935-íb., 4 de junio de 2015) fue un empresario y conferencista uruguayo, conocido por ser uno de los 16 supervivientes del Vuelo 571 de la Fuerza Aérea Uruguaya.
Su vida fue llevada al cine en dos películas: ¡Viven!  y La sociedad de la nieve y es interpretado por Sam Behrens y el actor argentino Esteban Bigliardi, respectivamente.

## Biografía
Nació en Montevideo en 1935, en el seno de una familia de clase media-alta, de ascendencia vasco-francesa y gallega.
Culminados sus estudios secundarios en la Escuela y Liceo Elbio Fernández, comenzó a trabajar en la fábrica de cigarrillos Abal Hnos S.A., perteneciente a su familia materna. A los 20 años de edad se trasladó a Cuba y Estados Unidos a tecnificarse en la industria tabacalera; mientras se encontraba en Estados Unidos fue diagnosticado de tuberculosis, razón por la cual debió permanecer hospitalizado allí durante cinco meses antes de regresar a Uruguay.

### Accidente en los Andes
Fue una de las 45 personas que el 13 de octubre de 1972 abordaron el Fairchild Hiller FH-227 del Vuelo 571 de la Fuerza Aérea Uruguaya, junto con su esposa Liliana Navarro. En el momento del accidente contaba con 36 años de edad y tenía 4 hijos. En el accidente, su primo Francisco Panchito Abal, falleció de manera inmediata. En cambio, su esposa Liliana Navarro, perdió la vida durante el alud que también mató a otros de los supervivientes iniciales. Dentro de la comunidad que vivió en el Fairchild por más de 70 días, la figura madura de Javier Methol le permitió ser uno de los principales líderes. De manera cariñosa los muchachos lo llamaban Dumbo.

### Vida posterior y muerte
Tras su regreso a Uruguay después de los sucesos en la Cordillera de los Andes, siguió trabajando en Abal Hnos S.A., siendo integrante del directorio de la compañía y gerente de corporate affairs. En 1979, la misma fue adquirida por la tabacalera Philip Morris International. Asimismo, durante varios años se dedicó a realizar conferencias motivacionales basadas en su experiencia de supervivencia.
Methol falleció 4 de junio de 2015 a los 79 años, en el Hospital Británico de Montevideo. Un día más tarde se celebró el velatorio con una misa en la Parroquia San José de la Montaña de Carrasco y se realizó un cortejo fúnebre hasta el Cementerio del Buceo donde fueron enterrados sus restos.
Fue el fundador y primer presidente de la Fundación ¡Viven! en 2007.

## Vida personal
En 1960 contrajo matrimonio con Liliana Beatriz Navarro, con quien tuvo cuatro hijos: María Laura, Pablo Javier, Anna Inés y Marie Noel.
Tras la muerte de Navarro, cuatro años después, contrajo segundas nupcias con la argentina Ana María Amorrortu, con quien tuvo otros cuatro hijos: Guillermo Javier, Rafael Javier, Ignacio Javier y Ximena María.
Era primo de Francisco Abal, quien falleció durante el accidente. Profesaba la fe católica.